# Twelve Girls Band
De Twelve Girls Band (traditioneel Chinees:女子十二乐坊; vereenvoudigd Chinees:女子十二乐坊; pinyin: Nǚzǐ shí'èr Yùefǎng, soms afgekort tot女乐of女乐) is een meidengroep uit China, die gebruikmaakt van traditionele Chinese instrumenten. De leden maken zowel traditionele Chinese liedjes als Westerse liedjes. 
De groep werd opgericht op 18 juni 2001, na een auditie waar meer dan 4000 meisjes aan meededen. De bandleden zijn afkomstig van verschillende conservatoria uit China, met inbegrip van de China Academy of Music, het Chinese Nationale Orkest, en het Centraal Conservatorium voor Muziek. De groep begon oorspronkelijk met twaalf leden, maar dat is nu uitgegroeid tot dertien.
Chinese numerologie gaf Wang Xiao-Jing, "the godfather of Chinese rock" het idee voor de Twelve Girls Band. Al vanaf het vroegste begin wist Xiao-Jing dat de groep uit twaalf leden moest bestaan. Het Chinese numerologische symbool voor de vrouwelijkheid zijn namelijk twaalf jinchai, traditionele Chinese haarspelden. Na de auditie, waar het allemaal mee begon, had Xiao-Jing twaalf meisjes uitgekozen. Ze debuteerden in de zomer van 2003 in China en Japan.
Show na show was uitverkocht en in 2004 kwam hun eerste album uit in Noord-Amerika, met remakes van Clocks van Coldplay en Only Time van Enya.

## Bandleden
- Erhu
  - 秦子婧(Qin Zijing)
  - 上官振楠(Shangguan Zhennan)
  - 于秋実(Yu Qiushi)
  - 金晶(Jin Jing)
  - 羅翩翩(Luo Pianpian)

- Pi-Pa 
  - 石娟 (Shi Juan)
  - 仲宝 (Zhong Bao)

- Zhong-Ruan 
  - 臧暁鵬(Zang Xiaopeng)

- Zhu-Di 
  - 陳雪嬌 (Chen Xuejiao)
  - 廖彬曲 (Liao Binqu)

- Yang-Qing 
  - 張静(Zhang Jing)
  - 馬亜晶 (Ma Yajing)

- Gu-Zheng 
  - 于秋璇(Yu Qiuxuan)

- Du-xian-Qing 
  - 唐小媛(Tang Xiaoyuan)

## Discografie
- Meili Yinyuehui 魅力音乐会 (CD, 2001 - gelimiteerde oplage) - Oorspronkelijk debuut.
- Joshi Juni Gakubou - Beautiful Energy (CD en DVD, 2003) - Eerste Japanse album.
- Kiseki/Miracle Live (CD, DVD en VCD, 2003)
- Kiko - Shining Energy - (CD and DVD, 2004) - Tweede Japanse album.
- Eastern Energy (CD en DVD, 2004) - Eerste Amerikaanse album.
- Twelve Girls Band Live at Budokan Japan 2004 (DVD, 2004)
- Red Hot Classics (CD, DVD en VCD, 2004)
- Tribute to Wang Luobin (CD en DVD, 2004)
- Freedom (Greatest Hits) (2 CDs, 2004)
- Journey to Silk Road (VCD, 2005)
- Tonkou - Romantic Energy - (CD en DVD, 2005)
- Merry Christmas To You (2005) - Kerstmis album.
- White Christmas (CD en DVD, 2005)
- Romantic Energy (CD en DVD, 2005)
- Twelve Girls of Christmas (2005)
- The Best of 12 Girls Band (2006)
- Shanghai (2007)